# غريدي براون
غريدي براون (بالإنجليزية: Grady Brown)‏ هو سياسي أمريكي، ولد في 1 مايو 1944. حزبياً، نشط في الحزب الديمقراطي.